# Federación Argelina de Fútbol
La Federación Argelina de Fútbol (en francés: Fédération Algérienne de Football; en árabe: الاتحادية الجزائرية لكرة القدم) es el organismo rector del fútbol en Argelia y está a cargo de la organización de la Ligue Professionnelle 1, la Ligue Professionnelle 2 y de la Copa de Argelia. Fue fundada en 1962 y desde 1964 pertenece a la FIFA y a la Confederación Africana de Fútbol.

## Historia
El nacimiento del fútbol oficial organizado en Argelia data de 1918, sin embargo recién en 1958 el fútbol comenzó a organizarse, dando forma a la FAF en 1962. En sus primeras 4 décadas el fútbol en Argelia se organizó en distintas Asociaciones que disputaban torneos locales por separado, siendo las más importantes la Liga de Argel, la Liga de Orán y la Liga de Constantine, las cuales funcionaron respectivamente desde 1920 (las dos primeras) y desde 1922 (la última). 
En 1958 el fútbol argelino comenzó a salir de su anonimato, pues ese año los mejores jugadores argelinos, que en aquel entonces jugaban en clubes franceses, decidieron abandonarlos para integrar el equipo del Frente Nacional de Liberación (FNL). Por un espacio de casi 5 años el FNL jugó en el extranjero, promoviendo la causa independentista argelina. En este periodo alcanzó 44 victorias, 10 empates y solo 4 derrotas, contra equipos especialmente de Europa del Este. En 1962 se decidió la disolución del equipo, y la mayoría de sus jugadores se integraron a la naciente selección nacional de Argelia. Por esta razón, se tiende a considerar el FNL como el precursor de la selección nacional argelina.
En la edición 1959-1960, estas ligas decidieron forma un torneo común denominado División de Honor de Argelia (División d'Honneur d'Algerie), alcanzando a disputarse dos temporadas, siendo interrumpida a raíz de la guerra de Independencia. Luego de alcanzada la Independencia el torneo volvió a retomarse a partir de la temporada 1962-1963, luego de haberse fundado oficialmente la FAF.